# Reem Kherici
Reem Kherici (Neuilly-sur-Seine, 1983. február 13. –) tunéziai-olasz származású francia filmrendező, színésznő. Első filmjét 2013-ban rendezte, 2017-ben pedig az Oltári baki című romantikus vígjátékban szerepelt.

## Élete
1983-ban született Franciaországban. Anyja olasz, apja tunéziai. Apja azt szerette volna, ha Reem tudományos karriert folytatna, és csalódott lett, mikor színészi karrierbe kezdett.
2002-ben szerepelt a Fun Radio műsorán. Egy évvel később a Girls of the Weekend című műsor vezetője volt. 2004-ben ismerkedett meg Philippe Lacheau-val.
Szerepelt a W9 Chut, chut, chut című műsorában és visszatérő vendég volt a The Open Door to All Windows című műsorban. Az OSS 117: Rio nem válaszol című filmparódiában jelentős szerepe volt.
2013-ban elkészült első filmje, a Párizs mindenáron. A film főszereplőjeként és írójaként is szolgált.

## Magánélete
2004-ben ismerkedett meg Philippe Lacheau-val. 2019-ben Gilles Lemaire-től fia született.

## Filmográfia
| Év    | Magyar cím                     | Eredeti cím                          | Szerep              | Magyar hang       | Rendező                   | Megjegyzés         |
| ----- | ------------------------------ | ------------------------------------ | ------------------- | ----------------- | ------------------------- | ------------------ |
| 2009  | OSS 117: Rio nem válaszol      | OSS 117: Rio ne répond plus          | Carlotta            |                   | Michel Hazanavicius       |                    |
| 2009  |                                | Neuilly sa mère!                     | Rislem              |                   | Gabriel Julien-Laferrière |                    |
| 2010  |                                | Au bonheur des hommes                | Crystal Carlier     |                   | Vincent Monnet            | tévéfilm           |
| 2010  |                                | Bob Ghetto                           | Monique             |                   |                           | televíziós sorozat |
| 2010  |                                | Fatal                                | Malaisia            |                   | Michaël Youn              |                    |
| 2011  | Colombiana                     | Colombiana                           | Nymphette           |                   | Olivier Megaton           |                    |
| 2011  | Üdv a fedélzeten!              | Bienvenue à bord                     | Femme du Russe      |                   | Eric Lavaine              |                    |
| 2013  |                                | Paris à tout prix                    | Maya Ben Latif      |                   | Reem Kherici              | rendező is         |
| 2016  |                                | Le convoi                            | Nadia               |                   | Frédéric Schoendoerffer   |                    |
| 2016  | Kitoloncolás                   | Débarquement immédiat!               | Maria Carasco       |                   | Philippe de Chauveron     |                    |
| 2017  | Kincseim                       | Mes trésors                          | Caroline            | Sipos Eszter Anna | Pascal Bourdiaux          |                    |
| 2017  | Sahara                         | Sahara                               | Alexandrie (hangja) |                   | Pierre Coré               | animációs film     |
| 2017  | Oltári baki                    | Jour J                               | Juliette            | Kis-Kovács Luca   | Reem Kherici              | rendező is         |
| 2017  | Hogyan legyünk szentek?        | Holy Lands                           | Rivka               |                   | Amanda Sthers             |                    |
| 2018  | Nicky Larson: Ölni vagy kölni? | Nicky Larson et le parfum de Cupidon | tetovált csaj       | Solecki Janka     | Philippe Lacheau          |                    |
| 2020  | 30 nap maximum                 | 30 jours max                         | Linda               | Solecki Janka     | Tarek Boudali             |                    |
| 2020  |                                | Brutus vs César                      | Efna                |                   | Kheiron                   |                    |
| 2020  |                                | Belle belle belle                    | Capucine            |                   | Anne Depétrini            | tévéfilm           |
| 2021– |                                | LOL, qui rit, sort !                 |                     |                   |                           | televíziós sorozat |
| 2023  | Alibi.com 2.                   | Alibi.com 2                          | Shana               | Solecki Janka     | Philippe Lacheau          |                    |
| 2023  | Eszeveszett küldetés           | 3 Jours max                          | Linda               | Peller Mariann    | Tarek Boudali             |                    |
| 2024  | Kutya és macska                | Cat and Dog                          | Monica              | Pálmai Anna       | Reem Kherici              | rendezői is        |